# Камерунское нагорье

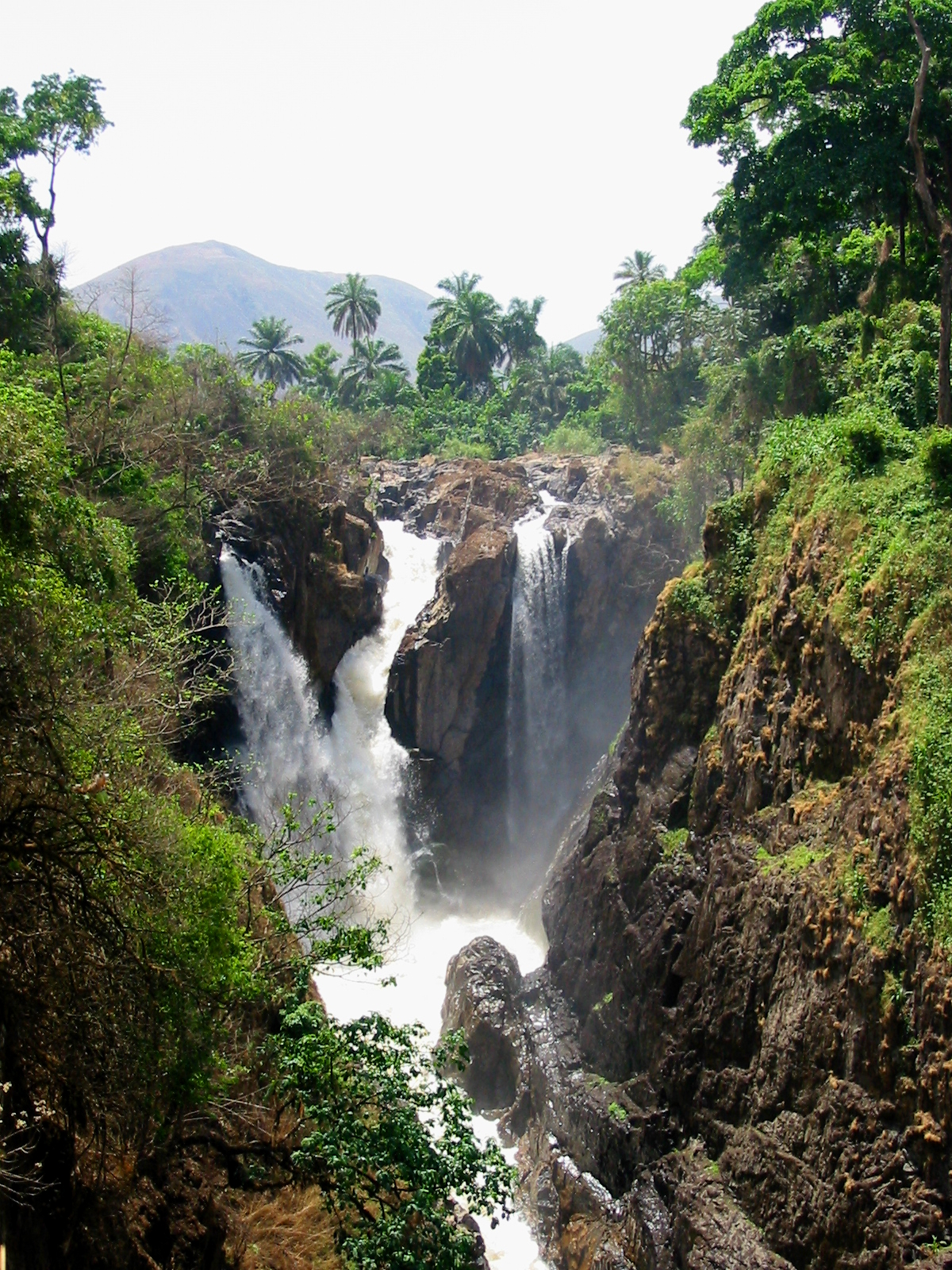
Водопад Менчам в Северо-Западном регионе Камеруна

Камерунское нагорье, также называемое Западное высокогорное плато, или Западное высокогорье, или Камерунские горы — регион Камеруна, характеризуемый горным рельефом, низкой температурой, сильными дождями и саванной растительностью. Данный регион лежит вдоль линии горного разлома Камеруна и состоит из горных хребтов и вулканов, появившихся из кристаллических и вулканических пород. На юго-востоке район граничит с Южным плато Камеруна, на северо-востоке с плоскогорьем Адамава и с прибрежной равниной Камеруна на юге.

## Топография и геология
Камерунское нагорье лежит вдоль линии горного разлома Камеруна, представляющей собой цепочку вулканических вздутий, тянущихся от Атлантического океана в юго-западной части нагорья к плоскогорью Адамава в северо-восточной. Район характеризуется складчатым рельефом из каменных массивов и гор. Камерунское нагорье включает в себя несколько спящих вулканов, в том числе горы Бамбуту, гору Оку (массив Оку) и гору Капе. Нагорье постепенно вырастает с запада. К востоку оно обрывается горами, возвышающимися на высоту от 1000 до 2500 метров на Южном камерунском нагорье.
На северо-востоке нагорье переходит в плоскогорье Адамава, более обширное и ровное.
Ядро нагорья составляют вулканические породы, окружённые скалами вулканического происхождения. Основу составляют кристаллические и метаморфические горные породы. Скалы здесь преимущественно состоят из гнейса и гранита, относящихся к докембрийскому периоду. Их покрывает слой базальта. Вулканизм создал благоприятные условия для чёрной и коричневой почвы.

## Климат и дренаж

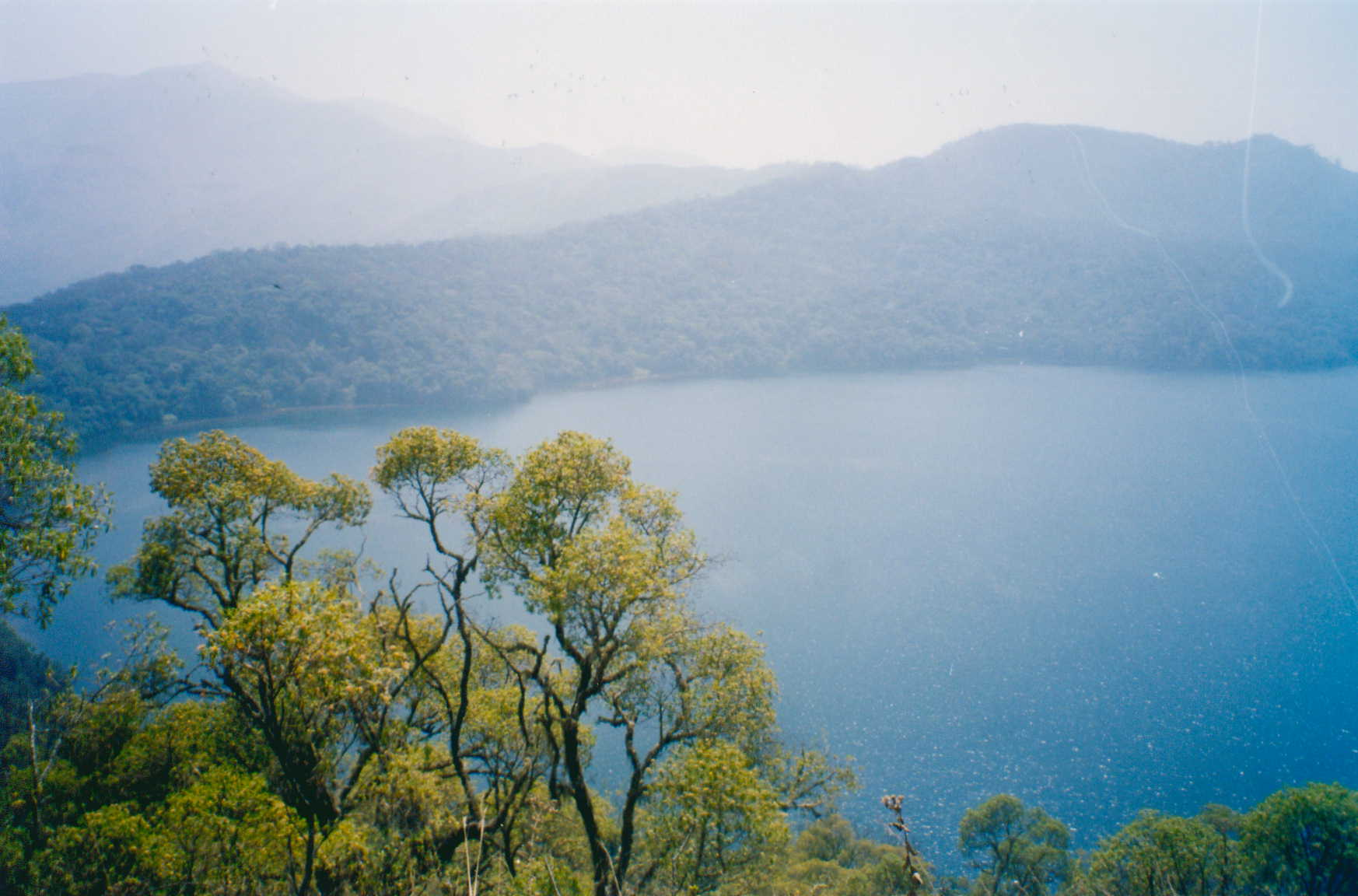
Озеро Оку на нагорье является кратерным озером.

Нагорье подвержено экваториальному климату камерунского типа. В регионе преобладают два основных сезона: долгий в 9 месяцев сезон дождей и короткий трёхмесячный сезон засухи. Во время сезона дождей с запада дуют влажные, преимущественно муссонные ветры и теряют свою влагу, сталкиваясь с горами в этом регионе. Среднее количество осадков в год колеблется от 1000 до 2000 мм. Высоты дают региону более прохладный климат относительно остальной части Камеруна. Например, средняя температура в Дчанге Западного региона составляет 20 градусов. К северу количество осадков снижается, по мере того как суданский климат становится преобладающим.
Рельеф Камерунского нагорья и большое количество осадков делают его основным водоразделом Камеруна. Важными реками этого региона являются Мэнью, берущая начало в горах Бамбуту и становится в своём нижнем течении Кросс-Ривер в Нигерии, и река Нкам, также известная как река Вури в своём нижнем течении. Нагорье также даёт начало важным притокам реки Санага. Эти реки относятся к камерунскому режиму, подвиду экваториального режима других южно-суданских рек. Это означает, что режим реки состоит из длительного, многоводного периода в течение сезона дождей и короткого периода с малым уровнем воды в сезон засухи. Реки региона в итоге впадают в Атлантический океан. Благодаря складчатой географии территории вдоль водных потоков здесь образуется несколько водопадов. Водопад Экон близ Нконгсамбы в Западном регионе имеет 80 метров в высоту. Кратерные озёра на нагорье являются кратерами потухших вулканов, заполненных водой.

## Растительность
На Камерунском нагорье когда-то были густые леса. Однако повторные вырубки и выжигания людьми заставили леса уйти на территории вдоль водных путей и позволило лугам занять этот регион. Суданская саванна сформировала преобладающую растительность. Она представлена полями травы с названием Bamenda grassfields в окрестностях города Баменды и короткими кустарниками и деревцами, сбрасывающими свою листву в периоды сухих сезонов в качестве защиты от пожаров и засухи. В долинах и низменностях растут пальмы рода Raffia palms.